# EMD GT46AC
A GT46AC é uma locomotiva diesel-elétrica fabricada pela Electro-Motive Diesel. Foram compradas pela VLI Multimodal S.A. em 2014. Foi a primeira locomotiva de tecnologia AC a ser introduzida em ferrovia de bitola métrica no Brasil. Circula pelo Corredor Centro-Sudeste da VLI, que liga Goiás ao Porto de Santos (SP), passando pelo Triângulo Mineiro e interior de São Paulo. A utilização no corredor de exportação tem como objetivo trazer ganhos nas operações. A tecnologia AC permite a circulação de forma mais eficiente em condições extremas, rampas muito inclinadas, reduzindo os impactos na circulação e manutenção dos trens. Ela tracionou trens de Bauxita, porém com o inicio das operações na ferrovia Norte-Sul a GE ES44ACi substituiu o seu papel.